# Pyrazinamide
Pyrazinamide behoort tot de 1e lijns medicatie tegen tuberculose. Het wordt altijd in combinatie met minimaal 2 andere werkzame antibiotica gebruikt bij de behandeling van tuberculose. Door toevoeging van pyrazinamide in de eerste 2 maanden van de tuberculosebehandeling is het mogelijk om bij gelijkblijvende effectiviteit de behandelduur te verkorten van 9 naar 6 maanden. Het is in het algemeen weinig zinvol om het middel langer dan 2 maanden te gebruiken. Het werkingsmechanisme is onbekend maar het is alleen effectief tegen mycobacterium tuberculosis. Het blijkt alleen werkzaam in een zuur milieu. In tegenstelling tot middelen als INH, rifampicine of ethambutol voorkomt pyrazinamide nauwelijks de ontwikkeling van resistentie.
Pyrazinamide werd enige jaren geleden in combinatie met rifampicine aangeraden voor gebruik voor de behandeling gedurende 2 maanden van tuberculose besmettingen bij HIV-positieve patiënten. Veel patiënten kregen hierop hepatitis, ongeacht HIV-status. Tegen de verwachting in bleek het aantal gevallen van hepatitis lager als vanaf het begin aan dit regime het hepatotoxische INH als 3e middel was toegevoegd
De stof is opgenomen in de lijst van essentiële geneesmiddelen van de WHO.

## Dosering
Dagelijks 30 mg/kg, maximaal 2000 mg. Bij intermitterende behandeling 2-3 maal per week ligt de dosis hoger. Pyrazinamide is het enige 1e lijns middel tegen tuberculose dat niet per se in één dosis moet worden ingenomen.

## Bijwerkingen
Pyrazinamide is een krachtige remmer van de uitscheiding van urinezuur. Vaak kan daarom tijdens gebruik een hyperurikemie worden gevonden die in de praktijk geen grote gevolgen heeft. Jicht is zeldzaam. Andere bijwerkingen zijn leverbeschadiging, buikklachten, fotosensibiliteit en pijnlijke gewrichten.